# Saint-Michel-de-Plélan
Saint-Michel-de-Plélan (bret. Sant-Mikael-Plelann) – miejscowość i gmina we Francji, w regionie Bretania, w departamencie Côtes-d’Armor.
Według danych na rok 1990 gminę zamieszkiwało 277 osób, a gęstość zaludnienia wynosiła 38 osób/km² (wśród 1269 gmin Bretanii Saint-Michel-de-Plélan plasuje się na 955. miejscu pod względem liczby ludności, natomiast pod względem powierzchni na miejscu 936.).